# Pietro Giannone (poet)
Pietro Giannone, född den 15 mars 1792 i Camposanto nära Modena, död den 24 december 1872 i Florens, var en italiensk skald och patriot.
Giannone deltog i Napoleons fälttåg och uppträdde sedan offentligt som improvisatör. Han satt en tid fängslad för sina revolutionära åsikters skull, begav sig sedan till Paris, varifrån han återvände för att delta i kampen för Italiens enhet. Bland hans få i tryck offentliggjorda dikter är L'esule (1829; många upplagor) och La visione (1833) mest berömda. 